# Андроник I Гид
Андроник I Гид (грч. Ανδρόνικος Α΄ Γίδος) је био трапезунтски цар од 1222. до 1235. Наследио је свог таста Алексија I. Наследио га је шурак Јован I Велики Комнин.
Андроник I Гид (грчки: Ανδρονικος Κομνηνος Γιδος), латинизовано као Андроник I Гид или Гидон, био је цар Трепезунта (1222—1235). Он је једини владар Трапезунта који није био крвни сродник оснивача те државе цара Алексија I Великог Комнина. Џорџ Финлеј сугерише да је он можда исти Андроник који је био генерал цара Теодора I Ласкариса. Током његове владавине, Трапезунт је успешно издржао опсаду града од стране Турака Селџука, а касније је подржао Хваразмшаха у неуспешној борби овог потоњег са Селџуцима.

## Порекло
Породица Гид се накратко појављује у византијској историји на прелазу из 12. у 13. век. Етимологија презимена је неизвесна, али једно гледиште сматра да потиче од грчке речи за „козу“ ('Гида' γιδα ф., γιδι), други спекулативни став сугерише да етимологија презимена може бити латинског порекла, и хеленизовани је облик италијанског имена Гвидо. Ово је навело неке научнике на теорију да можда постоји веза са породицом Гидос и Гајем/Гвидом, сином норманског освајача јужне Италије, Роберта Гвискара, који је пребегао код византијског цара Алексија I Комнина (владао 1081–1118.) вековима раније, ступио у његову службу и вероватно се оженио чланом царске породице. Византијски извори не третирају породицу као да је страног порекла и није било могуће доказати било какву везу са сином Роберта Гвискара или латинско порекло. В. Хехт доводи у сумњу латинско порекло породице.
Осим мега доместика Алексија Гида, који је живео у 12. веку, једина истакнута особа која носи презиме Гид је Андроник Гид, генерал никејског цара Теодора I Ласкариса, који је победио латинске савезнике Давида Комнина (заједно са његовим братом царем Алексијем I, суоснивач Трапезунтског царства) 1206. године. Финлеј је прво предложио да се генерал треба поистоветити са каснијим трапезунтским царем, предлог који су усвојили многи византијски историчари, по речима Ентонија Брајера, „због недостатка било ког другог кандидата“. Брајер наставља: „Име Гид (Гидон) је довољно ретко да предлог учини веродостојним, заиста се питамо да ли је било на путу да постане епитет само по себи“, а затим наводи низ примера да се „Гид“ користи у Понтијском региону као синоним за „чувар“.
Након смрти цара Алексија I, контрола над царством је прешла преко Алексијевог најстаријег сина Јована у корист Андроника. Кораци који су довели до Андрониковог уздизања нису забележени. Финлеј претпоставља да „наследни принцип“ сукцесије није постао уобичајена пракса за Трапезунтско царство у овом тренутку. Иако Вилијам Милер претпоставља да Јован није био довољно стар да преузме престо, један примарни извор потврђује да је више од једног сина заиста било довољно старо да преузме престо: током опсаде Синопе, према Ибн Бибију, када је султан Кејкавус I опседао град, након што је заробио цара Алексија I, дао је граду следећу понуду: "Рекао сам граду да ако се не предају да ће убити Алексија, који је био његов заробљеник, становници су одговорили да „у Трапезунту има одрасле синове који су способни да владају. Изабраћемо једног од њих за свог владара и нећемо предати земљу. Турцима.“ Милер описује Андроника Гида следећим речима: „мудри човек великог искуства у ратовању“. Његово ратно искуство добро је послужило новорођеној држави у суочавању са озбиљним нападом на престоницу 1224. године.

## Брак са ћерком цара Алексија I Великог Комнина
Андроник се оженио кћерком цара Алексија I Трапезунтског и Теодоре Аксухине, чије име није познато. Комнина је женски облик „Комнин“, њеног презимена. Њена браћа били су цареви Јован I Трапезунтски и Манојло I Трапезунтски.

## Селџуци
Турци Селџуци су заузели Судак на Криму и тамо изградили тврђаву између 1220. и 1222. године. Године 1223. Селџучки гувернер Синопе послао је бродове да нападну обалу Трапезунтског Крима (тзв. Ператеја) у покушају да скрене трговину у своју луку. Брод који је превозио годишњи данак Ператеје, са архонтом провинције и бројним угледницима из Херсона на њему, олуја је отерала у луку Синопе. Кршећи уговор који су Турци и Трапезунтско царство склопили 1220. године, градски гувернер Хетум је запленио брод са његовим теретом, путницима и посадом, а такође је послао флоту да опљачка Ператеју. Као одговор, цар Андроник I је окупио флоту и послао је против Синопе. Његови људи су пљачкали до зидина града и убијали или заробљавали посаде бродова који су лежали у луци. Спасили су заробљеног архонта, његов брод и његов новац, као и сву опљачкану робу однету из Херсона.
Сазнавши за овај напад, султан Мелик је покренуо поход на Трапезунт. Као одговор на султанову претњу, цар Андроник I је сазвао све своје трупе и утврдио пролазе који воде до града. Цар је нанео знатне губитке султанској претходници пре него што се повукао унутар градских зидина, које су се већ сматрале неосвојивим, иако се још нису простирале до мора. У овом тренутку је почела опсада града.
Султан се утаборио код манастира Светог Евгенија и запалио предграђе ван зидина. Низ напада и контранапада који је уследио у наредних неколико дана (испрекидан тако што су посланству Селџука показиване обилне продавнице хране унутар града) завршило се покушајем да се ноћу јуриша на зидине. Овај последњи напад је пропао када је изненадна олуја са грмљавином, праћена јаком кишом и градом, уплашила и распршила опсаднике. Једни су јахали преко литица у мраку у јаруге, друге су хватале набујале бујице са планина.
Султан Мелик је доведен као заробљеник у Трапезунт, где га је цар Андроник I угостио са почастима. Између њих је склопљен уговор да убудуће престане вазална веза, која је раније везивала Трапезунт са Иконијом, и да Трапезунт више не буде обавезан да шаље помоћне трупе султану, ни да шаљу данак или дарове. Наводи се да је султан Мелик био толико импресиониран овом умереношћу да је извршио више од договора који је захтевао слањем годишњег поклона арапских коња цару Андронику I и новца манастиру Светог Евгенија.

## Култ Светог Евгенија
Опсада из 1224. године, је извор две ране легенде о култу Светог Евгенија. Каже се да је страх од Меликове војске натерао многе Трапезунтинце у светилишта Панагије Хрисокефале и цркву Светог Евгенија. У првој легенди, извештај о опсади који је саставио Јован Лазаропул, који је, под именом Јосиф, био митрополит Трапезунта у другој половини четрнаестог века, приповеда легенду да је огорчени свети Евгеније починио једну превару, тако што се јавио султану Мелику, скрвнитељу његове светиње, у лику градоначелника града, који је држао његове кључеве, и претварао се да су га послали страдални грађани да га позову да уђе и заузме град. Султанове сумње су смирили његови астролози, који су му рекли да је његов улазак у град записан у звездама. У другој легенди, султан Мелик је побегао, да би пао у руке планинарима из Мацуке, а 150 година касније светилиште подигнуто Светом Евгенију и даље је означавало место његовог заробљавања. Традиционални извештаји о опсади наглашавају султанове претње да ће уништити цркве, посебно манастир Светог Евгенија, иако уништавање цркава није била уобичајена пракса Селџука. Црква Панагије Хрисокефале и Светог Евгенија су се обогатиле од плена опсаде.

## Монголи
Независност Трапезунта трајала је само до 1230. Џалал-ад-дин, султан од Хорезма, напао је Анадолију, и тако улази у директан сукоб са Иконијским султанатом. Џелал-ад-дин, који је освојио Грузију 1220-их, сада је био сусед Трапезунта. Цар Андроник I је сматрао неутралност немогућом и склопио је савез са Хоризмијцима, и пристао на рат са Селџуцима. Многе Џалал-ад-динове трупе, након пораза у бици код Јасичемена 1230. године, потражиле су уточиште у Трапезунту, одред војске из Трапезунта помогао је шаху у тој бици.
Савез са Џалал ад-Дином коштао је цара Андроника I губитка привилегија које је стекао уговором са султаном Кејкавусом I. Трапезунт је поново постао вазал султана Иконије. Око 1240. Винсент из Бове извештава да је владар Трапезунта послао султану 200 копаља (1.000 људи). Ово није био једини губитак ове владавине.
Монголи су заузели велики део Грузије. Иберија и Лазика, које су биле потчињене Трапезуту, чија је источна граница била Сотеропољ, одвојиле су се од царства и формирале независну краљевину Имеретију под Давидом VI Нарином, сином грузијске краљице Русудане.

## Новац
Цар Андроник I је најранији цар Трапезунта чији су новчићи сачувани. Одређени број бронзаних трахеја (који се називају и скифати) идентификовано је да су исковани током његове владавине. На њима је лик Пресвете Бородице Марије која седи на престолу и држи икону дете Христа — донекле слично аверсима каснијих аспера цара Манојла I — док се на реверсу појављује цар са рачвастом брадом и Христом који стоји поред њега. са руком подигнутом у знак благослова.